# Informacje o Chinach
Informacje o Chinach – biuletyn tygodniowy Towarzystwa Przyjaźni Polsko-Chińskiej, wydawany w Warszawie w latach 1959–1966. 
Czasopismo zawierało informacje o gospodarce oraz życiu społeczno-kulturalnym Chińskiej Republiki Ludowej. Pierwszy numer ukazał się w 20 maja 1959, ostatni nr 225 w 1966 roku. Redakcja mieściła się w Warszawie przy ul. Senatorskiej 35.